# Svarthyrna
Svarthyrna är en bergstopp i republiken Island. Den ligger i regionen Suðurland, 130 km öster om huvudstaden Reykjavík. Toppen på Svarthyrna är 1 162 meter över havet, eller 111 meter över den omgivande terrängen. Bredden vid basen är 0,72 km. Svarthyrna ingår i Kerlingarfjöll.
Trakten runt Svarthyrna är nära nog obefolkad, med mindre än två invånare per kvadratkilometer. Det finns inga samhällen i närheten. Trakten runt Svarthyrna består i huvudsak av gräsmarker.